# Bazar das Especiarias

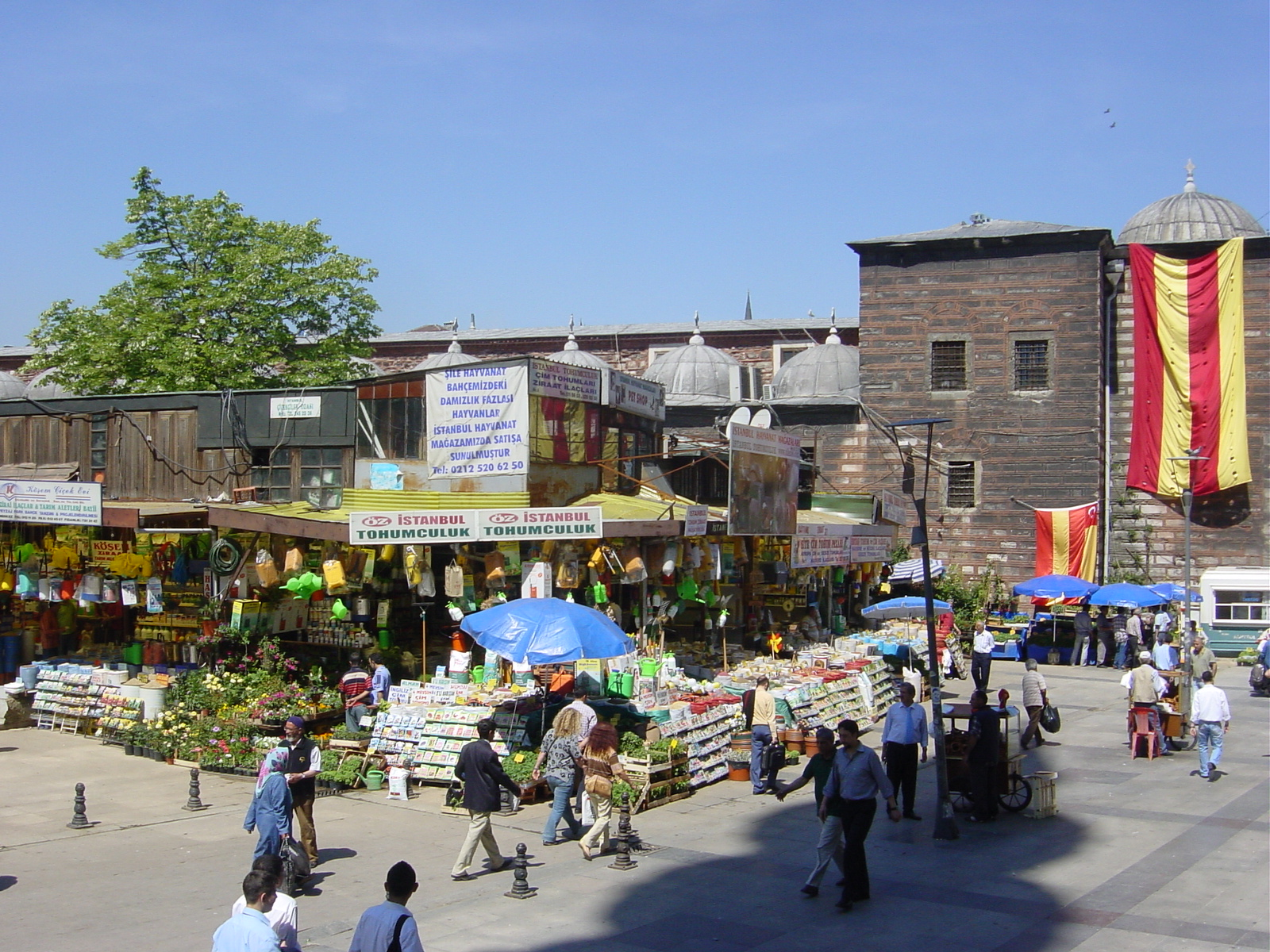

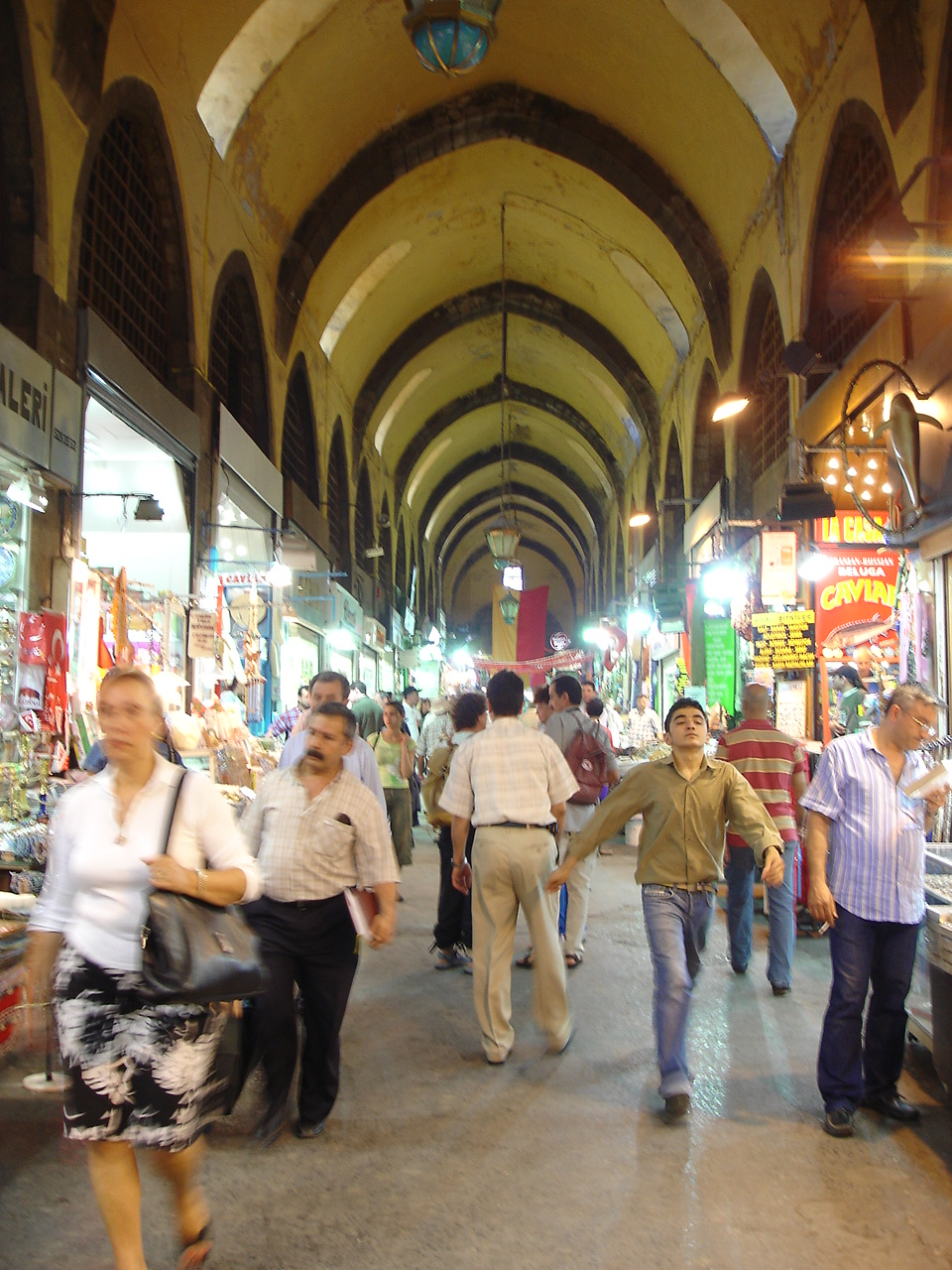

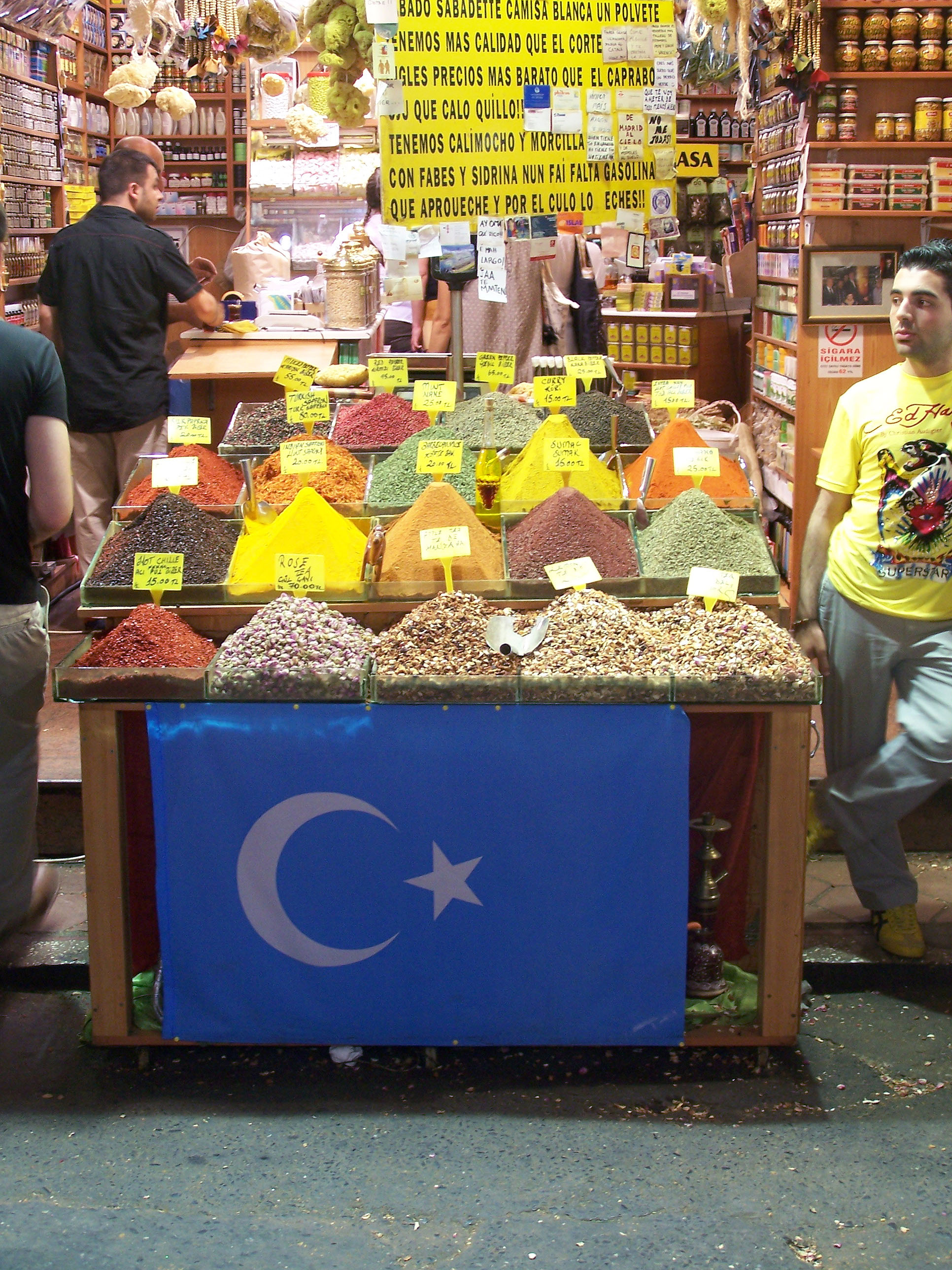

O Mercado ou Bazar das Especiarias, ou Bazar Egípcio (em turco:  Mısır Çarşısı) é um dos bazares mais antigos e maiores da cidade turca de Istambul, apenas sendo ultrapassado em dimensões pelo Grande Bazar. Está situado no bairro de Eminönü, distrito de Fatih, junto à Mesquita Yeni, da desembocadura do Corno de Ouro, da Ponte de Gálata e próximo da Estação de Sirkeci.

## História
Diversos documentos sugerem que o nome original do mercado era "Novo Bazar". No entanto, devido ao facto das especiarias estarem entre as mercadorias mais transacionadas no bazar e a maior parte delas serem importadas via Egipto, o termo "Bazar Egípcio" ganhou popularidade. O termo turco mısır, semelhante ao nome do Egipto em árabe (misr), tanto pode significar "Egipto" como milho, o que leva a que por vezes o nome seja erroneamente traduzido como Bazar do Milho. Desde a sua criação que o bazar foi (e ainda é) o principal centro de venda de especiarias em Istambul.
O edifício faz parte do külliye (complexo) da Mesquita Yeni e as rendas das lojas destinavam-se a pagar as despesas do complexo. A estrutura foi projetada pelo arquiteto-chefe da corte otomana Koca Kasım Ağa, discípulo de Mimar Sinan, mas foi completada por um arquiteto de nome Mustafa em 1660.

## Arquitetura
O mercado tem uma planta em forma de L, consistindo em 88 salas abobadadas, a maior parte das quais atualmente dividas em dois pisos. A ala mais longa é paralela à Mesquita Yeni, tem 150 metros de comprimento e 36 lojas. A ala mais curta tem 120 metros e 46 lojas. No centro existem 6 lojas. O comprimento da ala mais curta é de 120 metros, enquanto que o da ala mais longa é de 150 metros. As entradas são monumentais e situam-se nas extremidades. A entrada principal situa-se a sudoeste, em frente à Mesquita Yeni.